# Mal de caribou
Pour les articles homonymes, voir Caribou (homonymie).

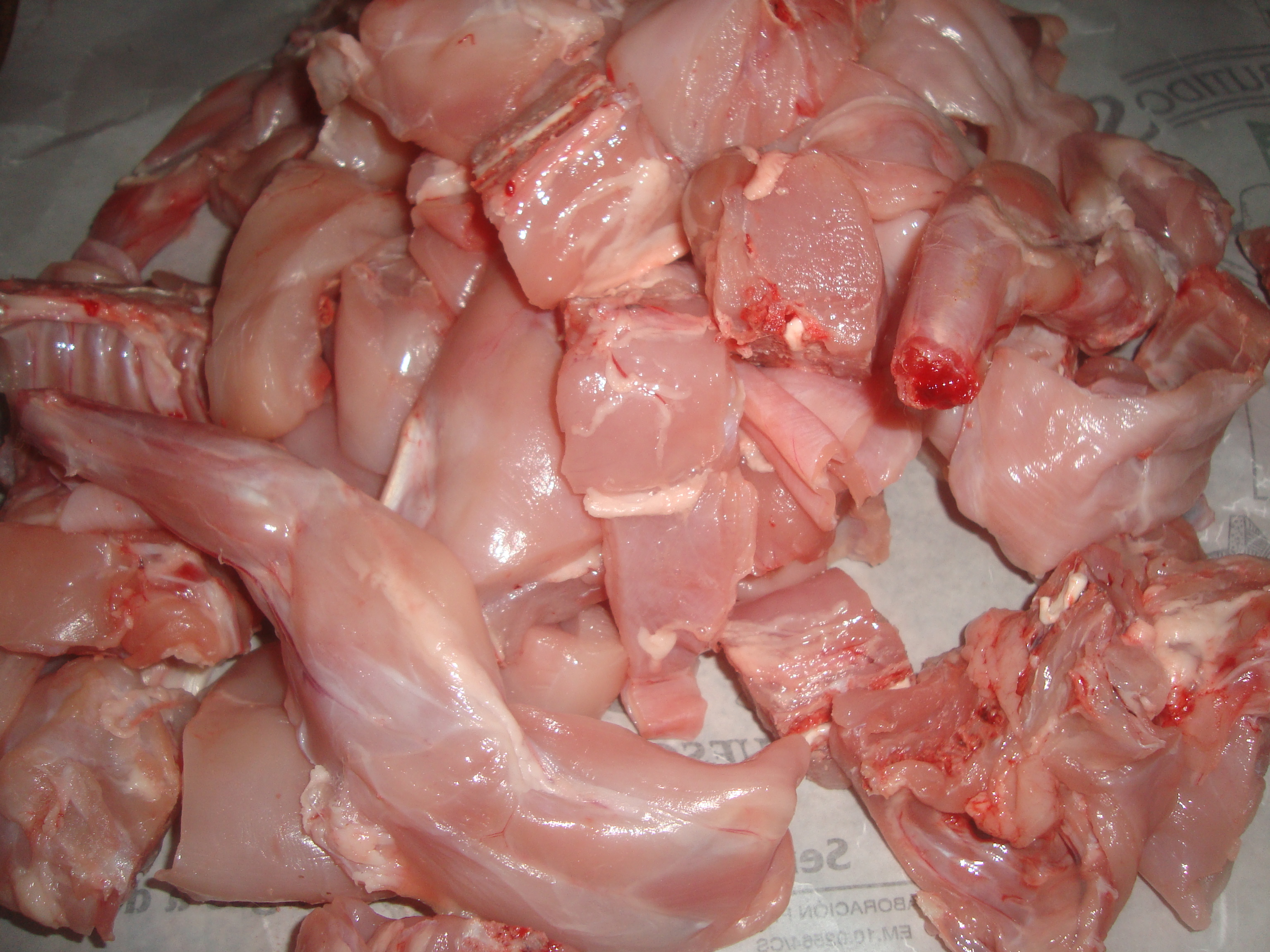

Le mal de caribou, appelé aussi jeûne du lapin ou intoxication protéinée, est une forme de malnutrition aiguë causée par la consommation excessive de toute viande maigre (dont notamment le caribou et le lapin) associée à une absence des sources habituelles de nutriments, plus d'autres facteurs de stress comme un environnement sec ou un froid sévère. Les symptômes incluent la diarrhée, des maux de tête, une grande fatigue, une baisse de la pression artérielle, un rythme cardiaque ralenti, et une sensation de malaise et de faim (très similaire à une envie de nourriture) qui ne peut être satisfaite que par la consommation de matières grasses ou de glucides.

## Mécanismes envisagés
Il a été observé que le foie humain ne peut pas métaboliser sans danger plus de 285 à 365 g de protéines par jour (pour une personne de 80 kg), même chose pour les reins humains qui sont limités dans leur capacité à éliminer l'urée (un sous-produit du catabolisme des protéines) de la circulation sanguine. Dépasser ces seuils crée dans l'organisme des niveaux excessifs d'acides aminés, d'ammoniac (hyperammoniémie), et / ou d'urée dans le sang, avec des conséquences potentiellement mortelles, surtout si la personne adopte de façon subite un régime riche en protéines sans donner le temps à ses enzymes hépatiques de réguler leurs niveaux à la hausse.
Étant donné qu'une protéine contient 4 kcal/g, et qu'un adulte type a besoin d'au moins 1900 kcal pour assurer ses besoins énergétiques, on peut dépasser la dose recommandée de protéines si on suit un régime riche en protéines avec peu ou pas de graisse ou de glucides. Toutefois, étant donné le manque de données scientifiques sur les effets des régimes riches en protéines, et la capacité observée du foie de compenser en quelques jours un changement dans l'apport en protéines, le Food and Nutrition Board américain n'a pas fixé de niveau maximal recommandé d'apport en protéines ni de fourchette supérieure acceptable de macronutriments concernant les protéines. En outre, des sources médicales telles qu'UpToDate ne listent rien sur ce sujet.

## Observations

### Les observations de Stefansson
L'explorateur de l'Arctique Vilhjalmur Stefansson a écrit ce qui suit :

« Les groupes qui se nourrissent d'animaux à viande grasse sont les plus chanceux parmi ceux qui vivent de la chasse car ils ne souffrent jamais de problème lié à un déficit en graisse.
Ce problème est particulièrement important, en ce qui concerne l'Amérique du Nord, chez les Indiens qui vivent en forêt et dont la survie dépend parfois des lapins, l'animal le plus maigre que l'on puisse trouver dans le Nord, et qui développent un déficit en graisse extrême connu sous le nom de diète du lapin. Les mangeurs de lapin qui n'ingèrent pas de graisse provenant d'une autre source (castor, orignal, poisson) ont de la diarrhée dans la semaine qui suit, ainsi que des maux de tête, une grande fatigue et une sensation de malaise.
S'il y a assez de lapins, les gens vont en manger jusqu'à ce que leurs estomacs soient pleins, mais quelle que soit la quantité ingérée, ils restent sur leur faim. Certains pensent qu'un homme meurt plus vite s'il mange en permanence de la viande maigre que s'il ne mange rien mais on n'a pas rassemblé de preuves suffisantes dans le Nord pour étayer cette théorie. Les décès liés à la diète du lapin ou à d'autres viandes maigres sont rares car tout le monde connait le problème et adopte naturellement des mesures préventives. »

À propos de l'expédition de la baie Lady Franklin 1881-1884, une terrible expérience pour les 25 membres de l'expédition, dont 19 sont morts, Stefansson explique que "c'est le mal du caribou qui est pour moi la clé du problème Greely", et ce pourquoi "seulement six personnes en sont revenues ». Il conclut que l'une des raisons des nombreux décès était le cannibalisme de la chair maigre des membres de l'expédition déjà morts. Stefansson compare cela à la diète de lapin, qu'il explique un peu comme dans l'observation ci-dessus.

### Les observations de Darwin
Charles Darwin, dans Le Voyage du Beagle, a écrit :

« Nous étions ici en mesure d'acheter des biscuits. Cela faisait maintenant plusieurs jours que je n'avais rien mangé d'autre que de la viande. Ce nouveau régime ne me déplaisait pas mais j'avais l'impression qu'il m'aurait convenu pour des travaux ardus. J'ai entendu dire que des patients en Angleterre, qui voulaient se limiter à une alimentation exclusivement animale, même avec l'espoir de vivre, n'ont à peine pu s'y tenir. Pourtant, les Gaucho dans la Pampa, pendant des mois, ne mangent rien d'autre que de la viande bovine. Mais ils mangent, j'observe, une très grande proportion de graisse, ce qui est d'une nature moins animale; et ils détestent particulièrement la viande sèche, comme celle de l'Agouti. De même, le Dr Richardson a remarqué «que lorsque les gens se sont nourris pendant longtemps uniquement de viande maigre, le désir de graisse devient si insatiable, qu'ils peuvent consommer une grande quantité de graisse pure même huileuse sans nausée» ce qui me semble un fait physiologique curieux. C'est  peut-être dû à leur régime à base de viande que les Gauchos, comme les autres animaux carnivores, peuvent rester longtemps sans manger. On m'a dit qu’à Tandil, des soldats ont volontairement poursuivi un groupe d'Indiens pendant trois jours, sans boire ni manger. »